# The Korea Herald
The Korea Herald — провідна південнокорейська англомовна щоденна газета, заснована в серпні 1953 року, яка видається у Сеулі. Редакція складається з корейських та іноземних авторів і редакторів, а додаткові новини газета отримує від міжнародних інформаційних агентств, таких як Associated Press.
The Korea Herald управляється корпорацією Herald Corporation. Herald Corporation також видає корейськомовну ділову газету The Herald Business, англомовний тижневик для підлітків The Junior Herald, корейськомовний тижневик для студентів The Campus Herald. Herald Media також активно працює в секторі вивчення англійської мови як іноземної, що швидко розвивається в країні, керуючи мережею навчальних центрів, а також англійським селом. Є членом Asia News Network.

## Історія

### The Korean Republic
The Korea Herald був заснований у серпні 1953 року як 4-сторінковий англомовний таблоїд «The Korean Republic». У 1958 році «The Korean Republic» опублікувала свій п'ятий ювілейний номер на 84 сторінках, найбільший за всю історію Кореї. У 1962 році «The Korean Republic» опублікувала свій перший щоденний освітній додаток і заснувала Інститут англійської мови «The Korean Republic» (Мовний інститут «Korea Herald»).

### The Korea Herald
Згодом, у 1965 році, «The Korea Republic» було перейменовано на «The Korea Herald». У 1973 році «The Korea Herald» відкрила філію в Лос-Анджелесі, США. У 1975 році газета запровадила першу в Кореї комп'ютеризовану систему набору. У 1982 році було запущено щоденне міжнародне видання «The Korea Herald» як 8-сторінковий таблоїд.

### Інтернет
У 1995 році газета запустила свій сайт. У 1996 році процес видання The Korea Herald був комп'ютеризований. У 1997 році компанія видала офіційну газету XVIII Зимової Універсіади. У 1996 році видавничий процес «The Korea Herald» був комп'ютеризований. У 1997 році компанія опублікувала офіційну газету 18-ї зимової Універсіади. У 1997 році Korea Telecom обрала «The Korea Herald» офіційним партнером по створенню публічної бази даних. Перша школа «Геральд», франчайзинговий центр навчання англійської мови для дітей, відкрилася у 2000 році як Herald Academy Inc. У серпні того ж року The Korea Herald почав виходити на 20 сторінках щодня. Згідно з The Guardian у 2002 році, The Korea Herald спеціалізувалася на ІТ та ділових новинах.

### The Junior Herald
У 2004 році «Геральд Медіа» отримала право керувати Seoul English Village — школою занурення з вивчення англійської мови, створеною столичною владою Сеула. Того ж року було засновано англомовну газету для дітей «The Junior Herald».

### Серія книг «Insight into Korea»
У 2007 році «Korea Herald» започаткував серію книг, приурочену до 20-ї річниці громадянського повстання у червні 1987 року, яке поставило Корею на шлях до демократії. Метою проєкту було представити всебічний аналіз трансформації корейського суспільства протягом останніх двох десятиліть
Наразі «Korea Herald» опублікував вісім книг у цій серії: «Погляд на Корею», «Соціальні зміни в Кореї», «Політичні зміни в Кореї», «Нова національна стратегія для Кореї», «Корейська хвиля», «Великий вибух на ринку капіталу», «Фінансова індустрія на роздоріжжі» та «Погляд на Докдо».